# Jordbävningen i Santiago de Chuco 1987
Jordbävningen i Santiago de Chuco 1987 inträffade i Peru den 2 oktober 1987 och dödade tre personer i Santiago de Chuco-provinsen och orsakade skador i många hem.

## Skador
Jordbävningen hade magnituden 5,4, och dödade minst tre personer. I epicentrumprovinsen rapporterades hem skadade. Provinserna Trujillo och Chimbote upplevde en intensitet på IV och III i Mercalliskalan.

### Fotnoter
1. ↑  ”Significant Earthquakes of the World: 1987”. United States Geological Survey. 16 juli 2008. Arkiverad från originalet den 11 mars 2009. https://web.archive.org/web/20090311013558/http://earthquake.usgs.gov/eqcenter/eqarchives/significant/sig_1987.php. Läst 2 oktober 2009.